# Autopista Haines
La Autopista Haines y conocida en inglés como Haines Highway es una carretera estatal ubicada en el estado de Alaska. La autopista inicia en el Sur en la Autopista Marina de Alaska en Haines hacia el Norte en la Autopista de Alaska. La autopista tiene una longitud de 66 km (41 mi). La Autopista Haines también forma parte de la Ruta de Alaska 7.

## Recorrido
La autopista conecta a Haines, Alaska, en los Estados Unidos, con Haines Junction, Yukón, Canadá, pasando por la provincia de Columbia Británica. Sigue la ruta del antiguo Sendero Dalton desde el Puerto de Haines tierra adentro por cerca de 180 kilómetros (111,85 mi) a Klukshu, Yukón, después continuando hacia Haines Junction. La autopista tiene una longitud de 244 kilómetros (151,61 mi), de la cual 72 km (44,7 mi) están en Alaska.

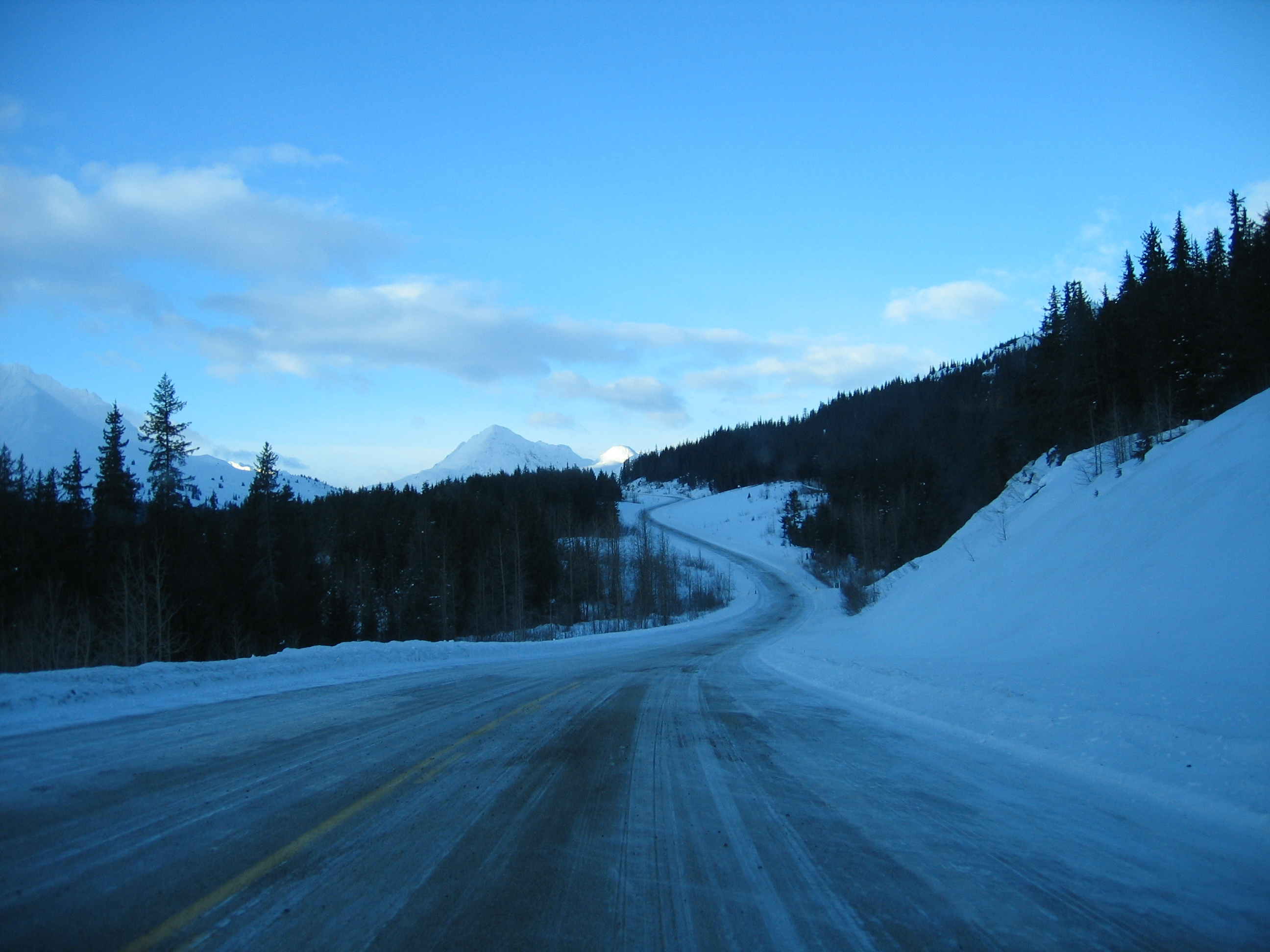
Milla 46 en Columbia Británica

La autopista era conocida como Carretera 4 de Yukón hasta 1978, cuando fue remunerada a Ruta 3. No tiene número en Columbia Británica, pero en algunas ediciones del The Milepost del 2004, pone a la carretera como Carretera 4, número usado en la Isla de Vancouver. La sección de Alaska forma parte de la Ruta de Alaska 7.

## Mantenimiento
Al igual que las carreteras estatales, las carreteras federales, la Autopista Haines es administrada y mantenida por el Departamento de Transporte y Servicios Públicos de Alaska por sus siglas en inglés DOT&PF.

## Localidades principales
La Autopista Haines es atravesada por las siguientes localidades.
- Haines (Alaska), km 0/mile 0

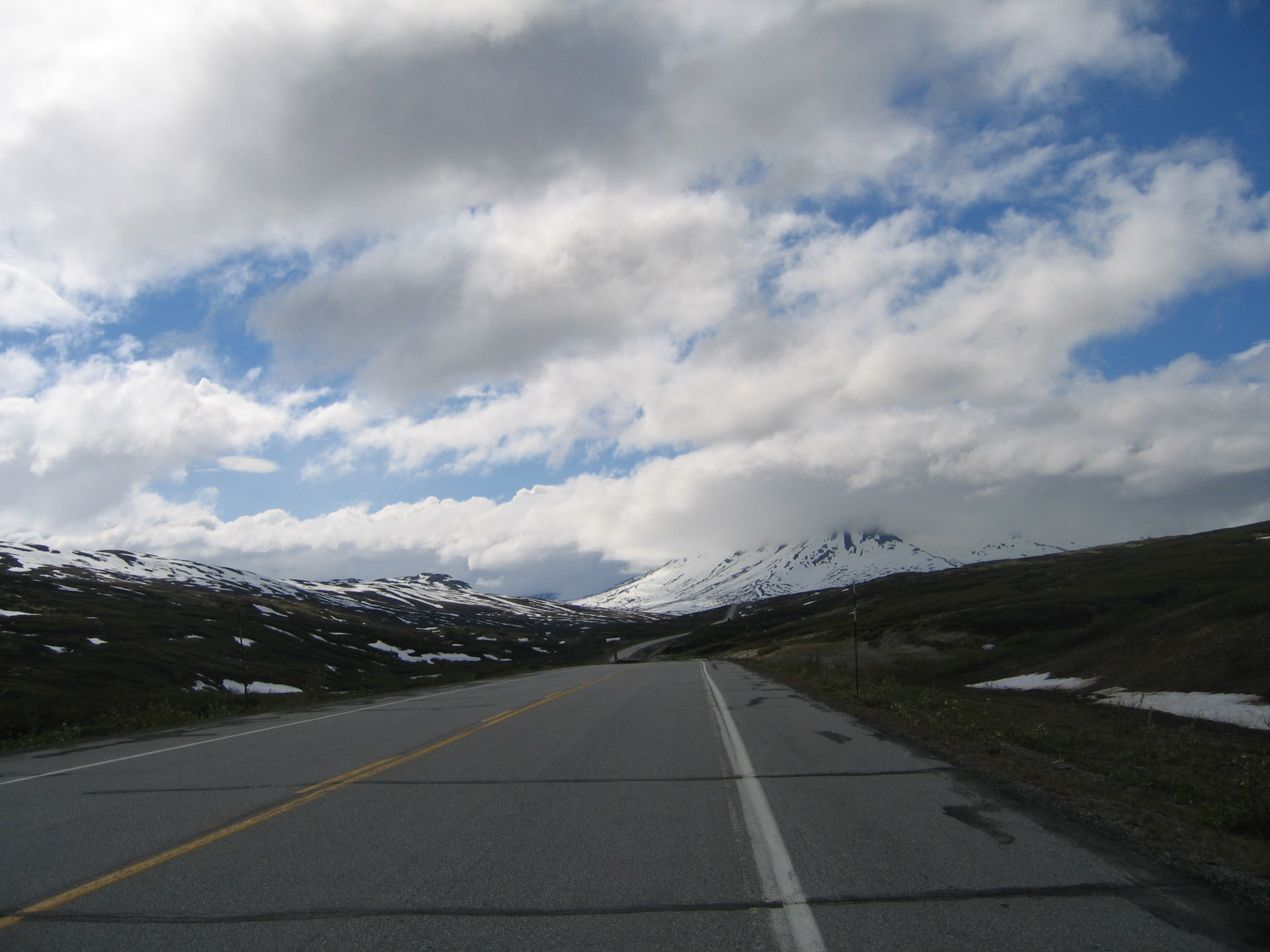
El Pase Chilkat

- Chilkat Bald Eagle Preserve, km 15–50/mile 9–31
- Klukwan (Alaska), km 34/mile 21
- Frontera Estados Unidos–Canadá, km 66/mile 41
- Chilkat Pass (elevation 1,065m/3,493ft), km 102/mile 60
- Frontera Columbia Británica–Yukón, km 145/mile 87
- Klukshu (Yukón), km 183/mile 112
- Haines Junction (Yukón), km 244/mile 152